# Serie B 2017-2018 (hockey su pista)
La Serie B 2017-2018 è stato il torneo di terzo livello del campionato italiano di hockey su pista per la stagione 2017-2018.
Al termine del campionato sono stati promossi in Serie A2 il Maliseti e il Trissino (B).

## Prima fase

### Girone A

#### Squadre partecipanti
| Club                 | Città               | Impianto                       | Stagione precedente         |
| -------------------- | ------------------- | ------------------------------ | --------------------------- |
| Agrate Brianza       | Agrate Brianza (MB) | Centro Sportivo Santa Caterina | 5º in Serie B girone A      |
| Amatori Lodi (B)     | Lodi                | PalaCastellotti                | 7º in Serie B girone A      |
| Azzurra Novara (B)   | Novara              | Palasport Dal Lago             | n.d.                        |
| Correggio (B)        | Correggio (RE)      | Palasport Dorando Pietri       | 6º in Serie B girone A      |
| Monza Roller         | Monza               | PalaRoller                     | n.d.                        |
| HRC Monza (B)        | Monza               | PalaRovagnati di Biassono (MB) | 4º in Serie B girone A      |
| Roller Scandiano (B) | Scandiano (RE)      | PalaRegnani                    | 8º in Serie B girone A      |
| Roller Lodi          | Lodi                | PalaCastellotti                | 3º in Serie B girone A      |
| UVP Modena           | Modena              | PalaMolza                      | 12° in Serie A2, retrocesso |

#### Classifica finale
|  | Pos. | Squadra              | Pt | G  | V  | N | P  | GF | GS  | DR  |
|  | ---- | -------------------- | -- | -- | -- | - | -- | -- | --- | --- |
|  | 1.   | Roller Lodi          | 42 | 16 | 13 | 0 | 3  | 90 | 41  | +49 |
|  | 2.   | UVP Modena           | 36 | 16 | 11 | 3 | 2  | 68 | 31  | +37 |
|  | 3.   | Roller Scandiano (B) | 34 | 16 | 11 | 1 | 4  | 82 | 56  | +26 |
|  | 4.   | Agrate Brianza       | 31 | 16 | 10 | 1 | 5  | 82 | 72  | +10 |
|  | 5.   | Amatori Lodi (B)     | 26 | 16 | 8  | 2 | 6  | 86 | 68  | +18 |
|  | 6.   | Correggio (B)        | 16 | 16 | 5  | 1 | 10 | 64 | 73  | -9  |
|  | 7.   | Azzurra Novara (B)   | 12 | 16 | 4  | 0 | 12 | 71 | 100 | -29 |
|  | 8.   | HRC Monza (B)        | 10 | 16 | 3  | 1 | 12 | 55 | 79  | -24 |
|  | 9.   | Monza Roller         | 3  | 16 | 1  | 0 | 15 | 31 | 109 | -78 |

Legenda:
  Qualificato alle final eight.
Note:
Tre punti a vittoria, uno per il pareggio, zero a sconfitta.

### Girone B

#### Squadre partecipanti
| Club               | Città                      | Impianto               | Stagione precedente                         |
| ------------------ | -------------------------- | ---------------------- | ------------------------------------------- |
| Bassano (B)        | Bassano del Grappa (VI)    | PalaSind               | 4º in Serie B girone B                      |
| Breganze (B)       | Breganze (VI)              | PalaFerrarin           | 10º in Serie B girone B                     |
| Montebello (B)     | Montebello (VI)            | Palazzetto dello sport | n.d.                                        |
| Montecchio P. (B)  | Montecchio Precalcino (VI) | PalaVaccari            | 6º in Serie B girone B                      |
| Roller Bassano (B) | Bassano del Grappa (VI)    | PalaSind               | 11º in Serie B girone B                     |
| Roller Recoaro     | Recoaro Terme (VI)         | PalaSanGiorgio         | 5° in Serie B girone B                      |
| Sandrigo (B)       | Sandrigo (VI)              | Palasport di Sandrigo  | 3° in Serie B girone B                      |
| Thiene (B)         | Thiene (VI)                | PalaCeccato            | 7° in Serie B girone B                      |
| Trissino (B)       | Trissino (VI)              | PalaSinico             | 2° in Serie B girone B, 3° alle final eight |
| Valdagno (B)       | Valdagno (VI)              | PalaLido               | 9º in Serie B girone B                      |

#### Classifica finale
|  | Pos. | Squadra            | Pt | G  | V  | N | P  | GF  | GS  | DR  |
|  | ---- | ------------------ | -- | -- | -- | - | -- | --- | --- | --- |
|  | 1.   | Thiene (B)         | 40 | 18 | 13 | 1 | 4  | 106 | 60  | +46 |
|  | 2.   | Sandrigo (B)       | 37 | 18 | 12 | 1 | 5  | 78  | 61  | +17 |
|  | 3.   | Trissino (B)       | 35 | 18 | 10 | 5 | 3  | 84  | 57  | +27 |
|  | 4.   | Roller Recoaro     | 35 | 18 | 10 | 5 | 3  | 93  | 70  | +23 |
|  | 5.   | Valdagno (B)       | 23 | 18 | 7  | 2 | 9  | 67  | 69  | -2  |
|  | 6.   | Roller Bassano (B) | 20 | 18 | 6  | 2 | 10 | 59  | 76  | -17 |
|  | 7.   | Bassano (B)        | 17 | 18 | 5  | 2 | 11 | 62  | 85  | -23 |
|  | 8.   | Breganze (B)       | 15 | 18 | 4  | 4 | 10 | 67  | 80  | -13 |
|  | 9.   | Montebello (B)     | 13 | 18 | 3  | 4 | 11 | 70  | 102 | -32 |
|  | 10.  | Montecchio P. (B)  | 11 | 18 | 3  | 2 | 13 | 67  | 93  | -26 |

Legenda:
  Qualificato alle final eight.
Note:
Tre punti a vittoria, uno per il pareggio, zero a sconfitta.
Il Sandrigo B rinuncia a partecipare alle Final Eight.

### Girone C

#### Squadre partecipanti
| Club                  | Città          | Impianto              | Stagione precedente                         |
| --------------------- | -------------- | --------------------- | ------------------------------------------- |
| CGC Viareggio (B)     | Viareggio (LU) | PalaBarsacchi         | 7º in Serie B girone C                      |
| Follonica (B)         | Follonica (GR) | Pista Armeni          | 5º in Serie B girone C                      |
| Maliseti              | Prato          | PalaRogai             | 1º in Serie B girone C, 5º alle final eight |
| Prato 1954            | Prato          | PalaRogai             | 8º in Serie B girone C                      |
| Rotellistica Camaiore | Camaiore (LU)  | Pardini Sport Center  | n.d.                                        |
| Sarzana (B)           | Sarzana (SP)   | Pista Vecchio Mercato | 4º in Serie B girone C                      |
| SCS 84 Follonica      | Follonica (GR) | Pista Armeni          | 6º in Serie B girone C                      |
| Siena                 | Siena          | Palasport Costone     | 2º in Serie B girone C, 6º alle final eight |
| SPV Viareggio         | Viareggio (LU) | PalaBarsacchi         | 3º in Serie B girone C                      |

#### Classifica finale
|  | Pos. | Squadra               | Pt | G  | V  | N | P  | GF  | GS  | DR  |
|  | ---- | --------------------- | -- | -- | -- | - | -- | --- | --- | --- |
|  | 1.   | Maliseti              | 38 | 16 | 12 | 2 | 2  | 110 | 59  | +51 |
|  | 2.   | SCS 84 Follonica      | 30 | 16 | 9  | 3 | 4  | 74  | 68  | +6  |
|  | 3.   | Follonica (B)         | 29 | 16 | 9  | 2 | 5  | 98  | 72  | +26 |
|  | 4.   | Rotellistica Camaiore | 29 | 16 | 9  | 2 | 5  | 94  | 80  | +14 |
|  | 5.   | SPV Viareggio         | 26 | 16 | 8  | 2 | 6  | 79  | 70  | +9  |
|  | 6.   | Sarzana (B)           | 22 | 16 | 7  | 1 | 8  | 71  | 80  | -9  |
|  | 7.   | Siena                 | 21 | 16 | 6  | 3 | 7  | 85  | 91  | -6  |
|  | 8.   | Prato 1954            | 8  | 16 | 2  | 2 | 12 | 47  | 88  | -41 |
|  | 9.   | CGC Viareggio (B)     | 4  | 16 | 1  | 1 | 14 | 51  | 101 | -50 |

Legenda:
  Qualificato alle final eight.
Note:
Tre punti a vittoria, uno per il pareggio, zero a sconfitta.

### Girone D

#### Squadre partecipanti
| Club               | Città           | Impianto       | Stagione precedente                         |
| ------------------ | --------------- | -------------- | ------------------------------------------- |
| AFP Giovinazzo (B) | Giovinazzo (BA) | PalaPansini    | 5º in Serie B girone D                      |
| Amatori Pesaro     | Pesaro          | PalaBorgo      | 4º in Serie B girone D                      |
| CRESH Eboli        | Eboli (SA)      | PalaDirceu     | 11° in Serie A2, retrocesso                 |
| Estrelas Molfetta  | Molfetta (BA)   | PalaFiorentini | 5° in Serie A2                              |
| Roller Matera      | Matera          | PalaSassi      | 1º in Serie B girone D, 7º alle final eight |
| Matera             | Matera          | PalaSassi      | 2º in Serie B girone D, 8º alle final eight |
| Roller Salerno     | Salerno         | PalaTulimieri  | 3º in Serie B girone D                      |

#### Classifica finale
|  | Pos. | Squadra            | Pt | G  | V  | N | P  | GF  | GS  | DR  |
|  | ---- | ------------------ | -- | -- | -- | - | -- | --- | --- | --- |
|  | 1.   | Matera             | 36 | 12 | 12 | 0 | 0  | 113 | 42  | +71 |
|  | 2.   | Roller Salerno     | 30 | 12 | 10 | 0 | 2  | 88  | 37  | +51 |
|  | 3.   | Roller Matera      | 21 | 12 | 7  | 0 | 5  | 75  | 49  | +26 |
|  | 4.   | AFP Giovinazzo (B) | 14 | 11 | 4  | 2 | 5  | 52  | 60  | -8  |
|  | 5.   | Amatori Pesaro     | 13 | 11 | 4  | 1 | 6  | 73  | 77  | -4  |
|  | 6.   | Estrelas Molfetta  | 4  | 12 | 1  | 1 | 10 | 54  | 103 | -49 |
|  | 7.   | CRESH Eboli        | 3  | 12 | 1  | 0 | 11 | 32  | 119 | -87 |

Legenda:
  Qualificato alle final eight.
Note:
Tre punti a vittoria, uno per il pareggio, zero a sconfitta.

## Final Eight
Le Final Eight della serie B 2017-2018 si sono disputate presso il PalaRogai a Prato dal 4 al 6 maggio 2018.

### Girone 1
|               | 1ª giornata              |       |
| ------------- | ------------------------ | ----- |
| 4 maggio 2018 | Matera – Roller Lodi     | 6 – 3 |
| 4 maggio 2018 | Roller Lodi - Trissino B | 2 – 5 |
| 4 maggio 2018 | SCS Follonica - Matera   | 3 – 9 |

|               | 2ª giornata                 |       |
| ------------- | --------------------------- | ----- |
| 5 maggio 2018 | Trissino B - SCS Follonica  | 5 – 1 |
| 5 maggio 2018 | Roller Lodi - SCS Follonica | 3 – 7 |
| 5 maggio 2018 | Trissino B - Matera         | 3 – 2 |

|  | Pos. | Squadra          | Pt | G | V | N | P | GF | GS | DR  |
|  | ---- | ---------------- | -- | - | - | - | - | -- | -- | --- |
|  | 1.   | Trissino (B)     | 9  | 3 | 3 | 0 | 0 | 13 | 5  | +8  |
|  | 2.   | Matera           | 6  | 3 | 2 | 0 | 1 | 17 | 9  | +8  |
|  | 3.   | SCS 84 Follonica | 3  | 3 | 1 | 0 | 2 | 11 | 17 | -6  |
|  | 4.   | Roller Lodi      | 0  | 3 | 0 | 0 | 3 | 8  | 18 | -10 |

Note:
Tre punti a vittoria, uno per il pareggio, zero a sconfitta.

### Girone 2
|               | 1ª giornata               |       |
| ------------- | ------------------------- | ----- |
| 4 maggio 2018 | Thiene B - Roller Salerno | 6 – 4 |
| 4 maggio 2018 | UVP Modena - Thiene B     | 1 – 3 |
| 4 maggio 2018 | Maliseti - Roller Salerno | 5 – 2 |

|               | 2ª giornata                 |       |
| ------------- | --------------------------- | ----- |
| 5 maggio 2018 | UVP Modena - Maliseti       | 1 – 5 |
| 5 maggio 2018 | Roller Salerno - UVP Modena | 7 – 1 |
| 5 maggio 2018 | Thiene B - Maliseti         | 1 – 4 |

|  | Pos. | Squadra        | Pt | G | V | N | P | GF | GS | DR  |
|  | ---- | -------------- | -- | - | - | - | - | -- | -- | --- |
|  | 1.   | Maliseti       | 9  | 3 | 3 | 0 | 0 | 14 | 4  | +10 |
|  | 2.   | Thiene (B)     | 6  | 3 | 2 | 0 | 1 | 10 | 9  | +1  |
|  | 3.   | Roller Salerno | 3  | 3 | 1 | 0 | 2 | 13 | 12 | +1  |
|  | 4.   | UVP Modena     | 0  | 3 | 0 | 0 | 3 | 3  | 15 | -12 |

Note:
Tre punti a vittoria, uno per il pareggio, zero a sconfitta.

### Finale 7º-8º posto
| Prato 6 maggio 2018, ore 10:00 CEST | Roller Lodi | 5 – 3 | UVP Modena | PalaRogai |

### Finale 5º-6º posto
| Prato 6 maggio 2018, ore 12:00 CEST | SCS 84 Follonica | 4 – 11 | Roller Salerno | PalaRogai |

### Finale 3º-4º posto
| Prato 6 maggio 2018, ore 14:00 CEST | Matera | 5 – 1 | Thiene (B) | PalaRogai |

### Finale 1º-2º posto
| Prato 6 maggio 2018, ore 16:00 CEST | Trissino (B) | 5 – 6 | Maliseti | PalaRogai |

### Classifica finale
| Pos | Squadra          |
| --- | ---------------- |
| 1ª  | Maliseti         |
| 2ª  | Trissino (B)     |
| 3ª  | Matera           |
| 4ª  | Thiene (B)       |
| 5ª  | Roller Salerno   |
| 6ª  | SCS 84 Follonica |
| 7ª  | Roller Lodi      |
| 8ª  | UVP Modena       |

## Verdetti
| Verdetto             | Club                  |
| -------------------- | --------------------- |
| Promosse in Serie A2 | Maliseti Trissino (B) |